# Diego Garcés del Garro
Diego Rafael Garcés del Garro y Martínez de Eulate (Mallén, 23 de octubre de 1703-14 de enero de 1753) fue un noble, político y militar español.

## Biografía
Diego Rafael nació el 23 de octubre de 1703. Perteneciente a una familia de hidalgos o infanzones. Era hijo de Diego José Garcés del Garro y Nápoles del Castillo y Prudencia Martínez de Eulate y Muro. Su padre nació en Mallén en 1668, y vivía en Tudela en el momento de su matrimonio el año 1700, después se trasladó a Mallén. La familia paterna procedía de Alfaro. 
Se incorporó al ejército real, donde fue cadete del Regimiento de Caballería de Andalucía. 
Estuvo muy involucrado en el gobierno municipal de la villa. Fue alcalde de Mallén durante los años 1734, 1737 y 1743, “regidor por la clase de hidalgos” —concejal— en 1740 y 1750, y síndico procurador en 1745.
Casó en enero de 1730 con Micaela Navarro, natural de Añón. De este matrimonio nació, en noviembre de ese mismo año, Diego Pedro José Garcés del Garro y Navarro, hijo que murió siendo niño. Su esposa también falleció a los pocos años, hecho que le llevó a contraer matrimonio nuevamente, el 11 de julio de 1748, con Gertrudis de Ochoa natural de Nájera. De este segundo matrimonio nació José Ramón Garcés del Garro y Ochoa. 
Diego Rafael Garcés murió un 14 de enero de 1753, en plena madurez, a la edad de cuarenta y nueve años. La calle donde vivió en Mallén lleva su nombre y aún existe su casa solariega.